# Relations entre le Nicaragua et Taïwan
Les relations entre le Nicaragua et Taïwan désignent les relations internationales s'exerçant entre, d'une part, la république du Nicaragua, et de l'autre, la république de Chine.

## Relations diplomatiques
Le Nicaragua et la république de Chine entretiennent des relations diplomatiques depuis 1930.
Le 25 octobre 1971, le Nicaragua se prononce contre la résolution 2758 de l'Assemblée générale des Nations unies, qui sera néanmoins adoptée, actant l'intégration de la république populaire de Chine aux Nations unies aux dépens de la république de Chine.

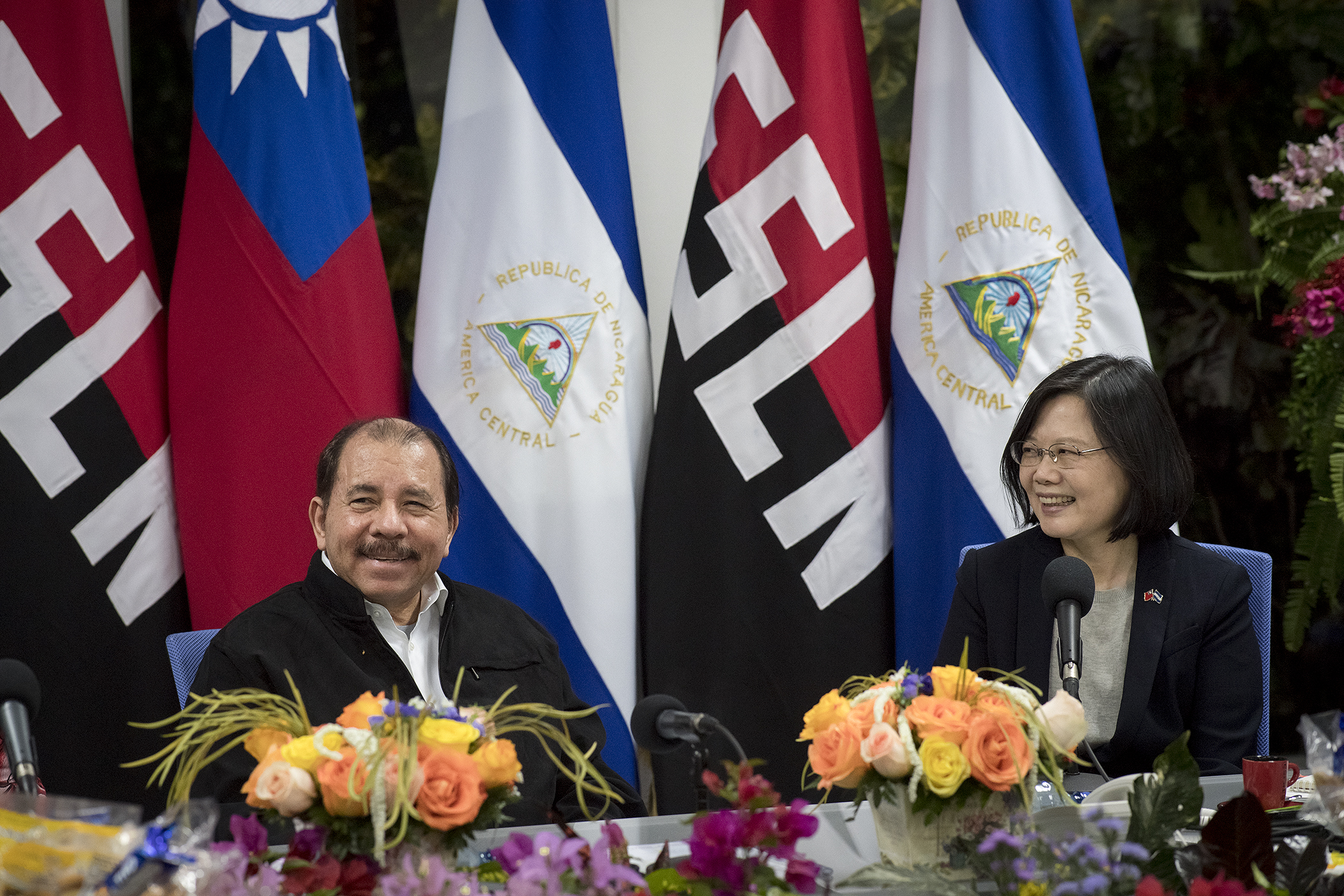
Rencontre entre les présidents nicaraguayen Daniel Ortega et taïwanais Tsai Ing-wen en 1 2017.

En décembre 1985, le gouvernement du président nicaraguayen Daniel Ortega rompt ses relations diplomatiques avec celui de la république de Chine au profit de celui de la république populaire de Chine. Cinq ans plus tard, alors que la représentante de l'opposition Violeta Barrios de Chamorro l'emporte contre les sandinistes d'Ortega aux présidentielles de février 1990 (es), le Nicaragua et la république de Chine rétablissent leurs relations diplomatiques le 6 novembre 1990,.
En 2006, bien qu'Ortega réaccède à la présidence du Nicaragua, son gouvernement ne modifie pas ses relations dans l'immédiat. Quinze ans plus tard, le 10 décembre 2021, il rompt à nouveau toute relation avec celui de la république de Chine, au profit de la république populaire de Chine, déclarant cette dernière comme « unique gouvernement légitime représentant toute la Chine, et [que] Taïwan est une partie inaliénable du territoire chinois »,,. Cette nouvelle perte d'un allié diplomatique de Taïwan en Amérique latine succède à celles du Panama survenue en 2017, ainsi que celles du Salvador et de la République dominicaine en 2018.

## Infrastructures

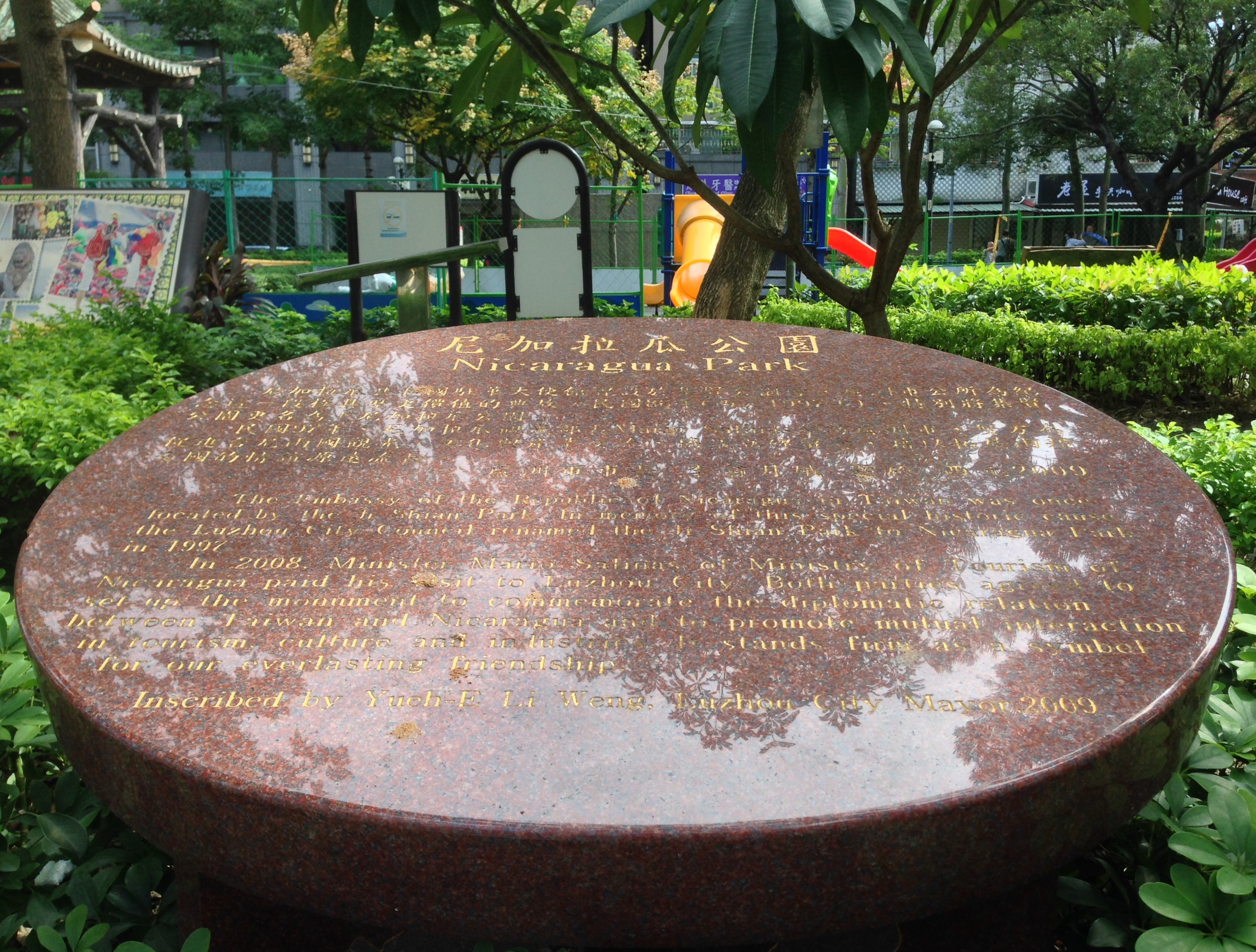
Parc du Nicaragua, au Nouveau Taipei.

En l'honneur des relations diplomatiques alors actives entre les deux pays, des parcs sont renommés en conséquence : en 1997, le parc Ji Xian du Nouveau Taipei est renommé parc du Nicaragua, tandis qu'un parc de la capitale Managua est renommé parc de l'amitié de Taïwan après des rénovations terminées en 2011.